# Esbach (Obernzenn)
Esbach (fränkisch: Esba) ist ein Gemeindeteil des Marktes Obernzenn im Landkreis Neustadt an der Aisch-Bad Windsheim (Mittelfranken, Bayern). Esbach liegt in der Gemarkung Oberaltenbernheim.

## Geografie
Der Weiler liegt am Brachbach, ein rechter Zufluss der Zenn. 1 km südöstlich des Ortes erhebt sich der Brachberg (459 m ü. NHN). Eine Gemeindeverbindungsstraße verläuft nach Sondernohe zur Kreisstraße AN 21 (2 km südöstlich) bzw. an Brachbach vorbei nach Obernzenn zur Staatsstraße 2253 (2,3 km westlich).

## Geschichte
Der Ort wurde in einer Schenkungsurkunde aus dem Jahr 1294 als „Espach“ erstmals erwähnt, als Konrad IV. von Nürnberg und seine Frau Agnes dem Deutschen Orden die Burg Virnsberg mit Eingehörungen, darunter auch Esbach, übereignete. Der Ortsname bedeutet Espenwald (Espe + Kollektivsuffix ahi).
Gegen Ende des 18. Jahrhunderts bildete Brachbach mit Esbach eine Realgemeinde. In Esbach gab es sechs Anwesen (2 Höfe, 2 Halbhöfe, 1 Viertelhof, 1 Sölde). Das Hochgericht übte das Obervogteiamt Virnsberg aus. Die Dorf- und Gemeindeherrschaft sowie die Grundherrschaft über alle Anwesen hatte die Deutschordenskommende Virnsberg inne.
Im Rahmen des Gemeindeedikts wurde Esbach dem 1808 gebildeten Steuerdistrikt Sondernohe und der 1811 gebildeten Ruralgemeinde Sondernohe zugeordnet. Mit dem Zweiten Gemeindeedikt (1818) wurde es nach Oberaltenbernheim umgemeindet. Am 1. Januar 1972 wurde Esbach im Zuge der Gebietsreform in Bayern nach Obernzenn eingemeindet.

## Einwohnerentwicklung von Brachbach und Esbach
| Jahr      | 001818 | 001840 | 001861 | 001871 | 001885 | 001900 | 001925 | 001950 | 001961 | 001970 | 001987 |
| Einwohner | 74     | 76     | 70     | 71     | 66     | 71     | 68     | 58     | 59     | 46     | 49     |
| Häuser    | 13     | 12     |        |        | 12     | 13     | 11     | 12     | 11     |        | 11     |
| Quelle    | [ 13 ] | [ 14 ] | [ 15 ] | [ 16 ] | [ 17 ] | [ 18 ] | [ 19 ] | [ 20 ] | [ 21 ] | [ 22 ] | [ 1 ]  |

## Religion
Der Ort ist seit der Reformation evangelisch-lutherisch geprägt und bis heute nach St. Gertrud (Obernzenn) gepfarrt. Die Einwohner römisch-katholischer Konfession sind nach Mariä Himmelfahrt (Sondernohe) gepfarrt.